# بیکئنی
بیکئنی (به لاتین: Bilkini) یک منطقهٔ مسکونی در بلغارستان است که در شهرستان دریانوو واقع شده‌است.